# Bernardino de Mendoza
Bernardino de Mendoza (Guadalajara, 1501-San Quintín, Francia, 1557) fue un noble y militar español, miembro de la Casa de Mendoza e hijo de Íñigo López de Mendoza y Quiñones, I marqués de Mondéjar. Fue capitán general de las galeras de España, comendador de Mérida, miembro del Consejo de Estado, contador mayor de Castilla, teniente de Cartagena y primer alcaide de La Goleta.

## Biografía
En su juventud salió al mar Mediterráneo con dos galeras armadas a su costa a guerrear contra los piratas berberiscos.
Uno de los episodios poco conocido de la vida de Bernardino de Mendoza tuvo lugar en Almazán (Soria) donde era señor el conde de Monteagudo, su cuñado. Éste se había marchado a Flandes, dejando en el cargo de alcaide de la fortaleza a Juan Garcés, vecino de Ágreda, quien parece ser que impidió a Bernardino y su hermano Antonio hacerse con el control de los destinos de la ciudad. La fuerza de los Mendoza atacó el baluarte defensivo sin piedad, utilizando incluso fuego de alquitrán, apresando en su huida al desgraciado alcaide, torturándolo y ajusticiándolo después, lo cual fue algo reprobado por la nobleza, debido a su crueldad.
En octubre de 1525, participó en el fallido intento de recuperar el Peñón de Vélez de la Gomera, que dirige su hermano Luis Hurtado de Mendoza y Pacheco, II marqués de Mondéjar y capitán general de Granada.
En 1533 era general de las galeras de España. Al ausentarse el duque de Alba, quedó como gobernador del Reino de Nápoles. En 1535, en la Jornada de Túnez mandaba 12 galeras, algunas de ellas presas hechas a los turcos y rearmadas por él. Quedó como gobernador del fuerte de La Goleta, con 1000 hombres bajo su mando. Volvió a la mar con seis galeras, y en 1538 evitó que los soldados de La Goleta, amotinados por atraso en sus pagas, entregasen la plaza a los turcos. Los embarcó para Sicilia prometiendo que se les iban a pagar los atrasos. Al no cumplirse la promesa, estos soldados provocaron desórdenes en Sicilia.
En 1540 se enfrentó a fuerzas berberiscas superiores en la batalla de la isla de Alborán, siendo vencedor con rotundiad, aunque siendo herido en la cabeza de un tiro de arcabuz y perdiendo parte del movimiento de sus brazos por otras dos heridas de flecha. A pesar de ello, continuaría con su carrera como comandante sin perturbaciones. En 1541 participó en la Jornada de Argel con 15 galeras.
Gran conocedor de la navegación de su época, escribió varios memoriales, regulando el sistema de navegación atlántica. Su parecer, junto con el de Pedro Menéndez de Avilés, fue decisivo para la configuración del sistema de dos flotas anuales en la navegación con América que se regularían legalmente en 1561 y 1564. Sus hazañas contra los turcos fueron celebradas por el poeta neolatino Juan de Vilches en el poema épico culto en tres libros Bernardina de Illustris Domini ac Strenuissimi Ducis Domini Bernardini e Mendoza nauali certamine aduersus Turcas apud insulam Arbolanum uictoria..., en Sevilla en 1544.
Estuvo a cargo además de supervisar los experimentos de Blasco de Garay, aunque al final no fueran implementados.
En 1555, fue temporalmente virrey de Nápoles a causa de que el cardenal Pedro Pacheco de Villena asistía al cónclave papal de mayo de 1555. Allí tuvo conflictos con Fernando Álvarez de Toledo, el Gran Duque de Alba, que acusó a Mendoza de no mediar adecuadamente entre los oponentes dinásticos Marco Antonio Colonna y Juan Andrea Doria. Alba también le acusó de estar comprometido por sus escarceos con María de Aragón, la viuda de Alfonso de Ávalos, lo que terminó con la amistad entre ambos.
Felipe II le nombró Consejero de Estado, pero él, poco amigo de la vida cortesana, partió a Flandes con el ejército del duque de Saboya, siendo el encargado de las trincheras en el sitio de San Quintín. Después de la toma de la plaza, en 1557, se le encargó reparar las fortificaciones, pero no llegó a hacerlo por fallecer, según Sandoval, del trabajo que pasó en las trincheras.